# Gonocaryum cognatum
Gonocaryum cognatum är en järneksväxtart som beskrevs av Adolph Daniel Edward Elmer. Gonocaryum cognatum ingår i släktet Gonocaryum och familjen Stemonuraceae. Inga underarter finns listade i Catalogue of Life.